# Fiat Punto
Fiat Punto je avtomobil nižjega srednjega razreda, ki je leta 1993 nasledil uspešni model Fiat Uno.
Model je zasnovan kot majhen, a okreten mestni avtomobil s tremi ali petimi vrati. Poganjajo ga bencinski in dizelski motorji. Od začetkov proizvodnje do danes so na cestah tri generacije omenjenega modela.
- prva generacija – tip 176 (1993–1999).
- druga generacija – tip 188 (1999–2005). 
  - Punto clasic & Zastava 10 (2003–2005).
- tretja generacija – grande punto (2005–2018).
  - Punto Evo (2009–2012).